# Karakatuwhero (fleuve)
Le fleuve Karakatuwhero (en anglais : Karakatuwhero River) est un cours d’eau de l’Île du Nord de la Nouvelle-Zélande.

## Géographie
Il est localisé dans la région de  Gisborne dans le nord-est de l’Île du Nord. La rivière s’écoule vers l’est puis vers le nord-est atteignant la côte de l’Océan Pacifique à 3 km au nord-ouest de la ville de Te Araroa.